# MIT-licens
MIT-licens är en av de tidigaste programvarulicenser för öppen programvara som utvecklats av Massachusetts Institute of Technology (MIT). Det är en förhållandevis kortfattad och enkel copyfree licens där användaren tilldelas rätten att nyttja, kopiera, sprida och ändra programvaran med det enda kravet att MIT-licensen distribueras med den. Den tillåter även att koden släpps under licenser tillhörande proprietära programvaror under samma krav. I dessa fall bibehålls de proprietära egenskaperna i programvaran trots att en eller flera programvaror i den är fria.
Licensen är också kompatibel med GNU General Public License (GPL), i den meningen att GPL tillåter kombinationer och återdistributioner av programvara som använder MIT License.
Exempel på programvaror som använder MIT-licens är PuTTY, Mono, Ruby on Rails, script.aculo.us och X Window System.

## Versioner
Eftersom MIT har använt flera olika licenser för olika programvaror menar Free Software Foundation att "MIT License" är tvetydigt då det inte framgår vilken version som gäller. En version är X11 License (eller MIT/X Consortium License) som skapades ursprungligen för X Window System En annan version är Expat License som används för Expat Gemensamt för båda versionerna är att de lämpar sig bra för mindre program där man inte är rädd för patentstöld.

## Licensvillkor
En vanlig version av MIT-licensen (från OSI:s officiella hemsida) har definierats på följande vis:
The MIT License (MIT)

Copyright (c) <year> <copyright holders>

Permission is hereby granted, free of charge, to any person obtaining a copy

of this software and associated documentation files (the "Software"), to deal

in the Software without restriction, including without limitation the rights

to use, copy, modify, merge, publish, distribute, sublicense, and/or sell

copies of the Software, and to permit persons to whom the Software is

furnished to do so, subject to the following conditions:

The above copyright notice and this permission notice shall be included in

all copies or substantial portions of the Software.

THE SOFTWARE IS PROVIDED "AS IS", WITHOUT WARRANTY OF ANY KIND, EXPRESS OR

IMPLIED, INCLUDING BUT NOT LIMITED TO THE WARRANTIES OF MERCHANTABILITY,

FITNESS FOR A PARTICULAR PURPOSE AND NONINFRINGEMENT. IN NO EVENT SHALL THE

AUTHORS OR COPYRIGHT HOLDERS BE LIABLE FOR ANY CLAIM, DAMAGES OR OTHER

LIABILITY, WHETHER IN AN ACTION OF CONTRACT, TORT OR OTHERWISE, ARISING FROM,

OUT OF OR IN CONNECTION WITH THE SOFTWARE OR THE USE OR OTHER DEALINGS IN

THE SOFTWARE.